# Jon Ander Olasagasti
Jon Ander Olasagasti Imizcoz (nascut el 16 d'agost de 2000) és un futbolista professional basc que juga com a migcampista al Llevant UE.

## Carrera de club
Nascut a Sant Sebastià, Guipúscoa, País Basc, Olasagasti es va incorporar a la formació juvenil de la Reial Societat el 2014. Va fer el seu debut com a sènior amb l'equip C el 26 d'agost de 2017, jugant els últims 20 minuts d'una derrota de Tercera Divisió 0-2 fora de casa contra l'SCD Durango.
Olasagasti va marcar el seu primer gol com a sènior el 2 de setembre de 2018, marcant el tercer gol del C en un gol de 6-0 a casa de la SD Zamudio. Va marcar set gols per a l'equip durant la temporada i, posteriorment, va ascendir a el filial a la Segona Divisió B el juliol del 2019.
L'1 de juliol de 2020, Olasagasti va renovar el seu contracte amb els Txuri-urdin fins al 2023, i va ser titular habitual durant la campanya, ja que el seu equip va tornar a Segona Divisió després de 59 anys.
Olasagasti va debutar professionalment el 24 de setembre de 2021, començant com a titular en una derrota a casa per 0-2 contra la SD Huesca. Vuit dies després va marcar el seu primer gol com a professional, marcant el primer gol en una golejada per 4-1 a l'AD Alcorcón.
L'1 de desembre de 2021, Olasagasti va debutar amb el primer equip com a titular en una golejada per 4-0 fora contra el CF Panadería Pulido a la Copa del Rei de la temporada. El seu debut a la Lliga es va produir el 21 de gener de 2023, quan va substituir David Silva en la victòria fora de casa per 2-0 contra el Rayo Vallecano.
El 16 de juliol de 2025, Olasagasti va signar un contracte de tres anys amb el Llevant UE, ascendit a primera la temporada anterior.